# Loi sur la conservation du patrimoine
Lire en ligne

[PDF] Texte officiel

La loi sur la conservation du patrimoine (anglais : Heritage Conservation Act) est une loi provinciale du Nouveau-Brunswick visant la protection des biens et lieux du patrimoine culturel de la province.

## Contenu

### Différentes sortes de désignation
En fonction de leurs natures et importances, les lieux patrimoniaux du Nouveau-Brunswick peuvent recevoir les désignations suivantes:
- Lieu du patrimoine provincial : lieux ayant une valeur historique pour la province, désigné par l'entremise du ministère du Tourisme, du Patrimoine et de la Culture (en) ;
- Secteur de conservation du patrimoine municipal: secteur dans une municipalité ayant une valeur patrimoniale et désigné par une municipalité;
- Lieu historique local : lieu historique ayant une importance historique locale, désigné avec l'autorisation du propriétaire.

Une fois désigné, les éléments caractéristiques d'un lieu du patrimoine provincial ne peut être modifié de quelques façons que ce soit sans l'obtention d'un permis en matière de patrimoine provincial. Il est de même pour les secteurs de conservation du patrimoine qui demande l'autorisation du comité du patrimoine de la municipalité. La désignation comme lieu historique local n'impose aucune contrainte au propriétaire du bien.